# Clay (Alabama)
Clay è un comune (city) degli Stati Uniti d'America situato nella contea di Jefferson dello Stato dell'Alabama. È un sobborgo nord-orientale di Birmingham.
Lo status di city è stato riconosciuto il 6 giugno 2000. In precedenza Clay era un census-designated place (CDP) avente confini diversi e non comprendeva la località di Chalkville, che anch'essa costituiva un CDP distinto.